# Rezat franconienne
La Rezat franconienne est le principal affluent en rive gauche de la Rednitz, en Moyenne-Franconie dans le Land de Bavière. La Rednitz est elle-même le principal affluent de la Regnitz, elle-même principal affluent du Main ; aussi le lit principal du Main commence-t-il, sur le plan hydrologique, avec la Rezat franconienne.

## Hydronymie
La forme protogermanique du nom de cette rivière est Radantia. Le mot est parent du gaulois rodo, avec le suffixe -antia. Le nom verbal rodo correspond au verbe indo-européen rede, qui signifie « fossé ». Radantia désigne donc un cours d'eau encaissé dans le relief. L'épithète franconienne désigne la région de Franconie, où s'écoule ce cours d'eau.

## Géographie

### La source

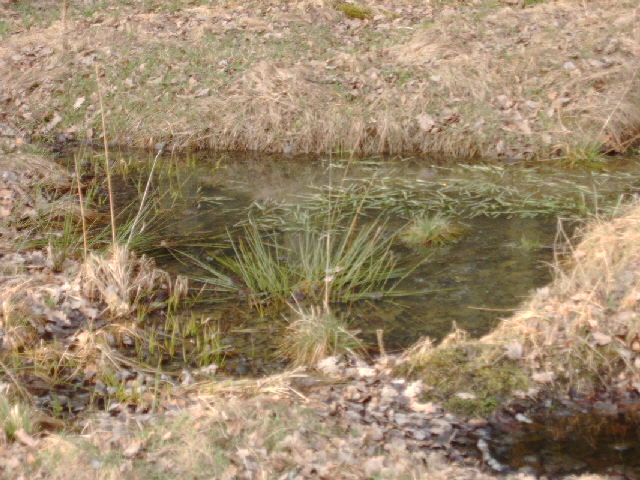
La source de la Rezat, entre Oberdachstetten et Marktbergel.

La Rezat franconienne prend sa source sur le plateau de Frankenhöhe, à 1,5 km au sud-est du dôme de Petersberg (alt. 504 m NN), à 2,3 km (à vol d'oiseau) au nord-ouest d'Oberdachstetten, à 452 m d'altitude. Un tronçon de la Ligne Wurtzbourg-Treuchtlingen traverse le plateau où elle prend sa source, et continue de longer la rivière ensuite. Une mare de moindre importance est désignée également comme source de la Rezat.

### Cours
La Rezat s'écoule vers le sud-est, arrosant entre autres les villes d'Oberdachstetten, Lehrberg, Ansbach, Sachsen bei Ansbach, Lichtenau, Windsbach, Wassermungenau à Abenberg et enfin Spalt. Au confluent de Georgensgmünd, après un dénivelé de 110 m, elle rejoint le Rezat Souabe et se déverse dans la Rednitz (altitude de 342 m). La Rednitz poursuit son cours vers Fürth et conflue avec la Pegnitz, pour former la Regnitz, laquelle se déverse dans le Main à Bamberg.
La Rezat franconienne, désormais captée par le Main, n'alimente plus le Danube mais contribue aujourd'hui au bassin versant du Rhin; alors que l'Altmühl, au lit quasi-parallèle, et qui ne prend sa source qu'à 10 km à l'ouest seulement, reste un affluent du Danube. Les deux rivières sont donc séparées par la Ligne de partage des eaux européenne.

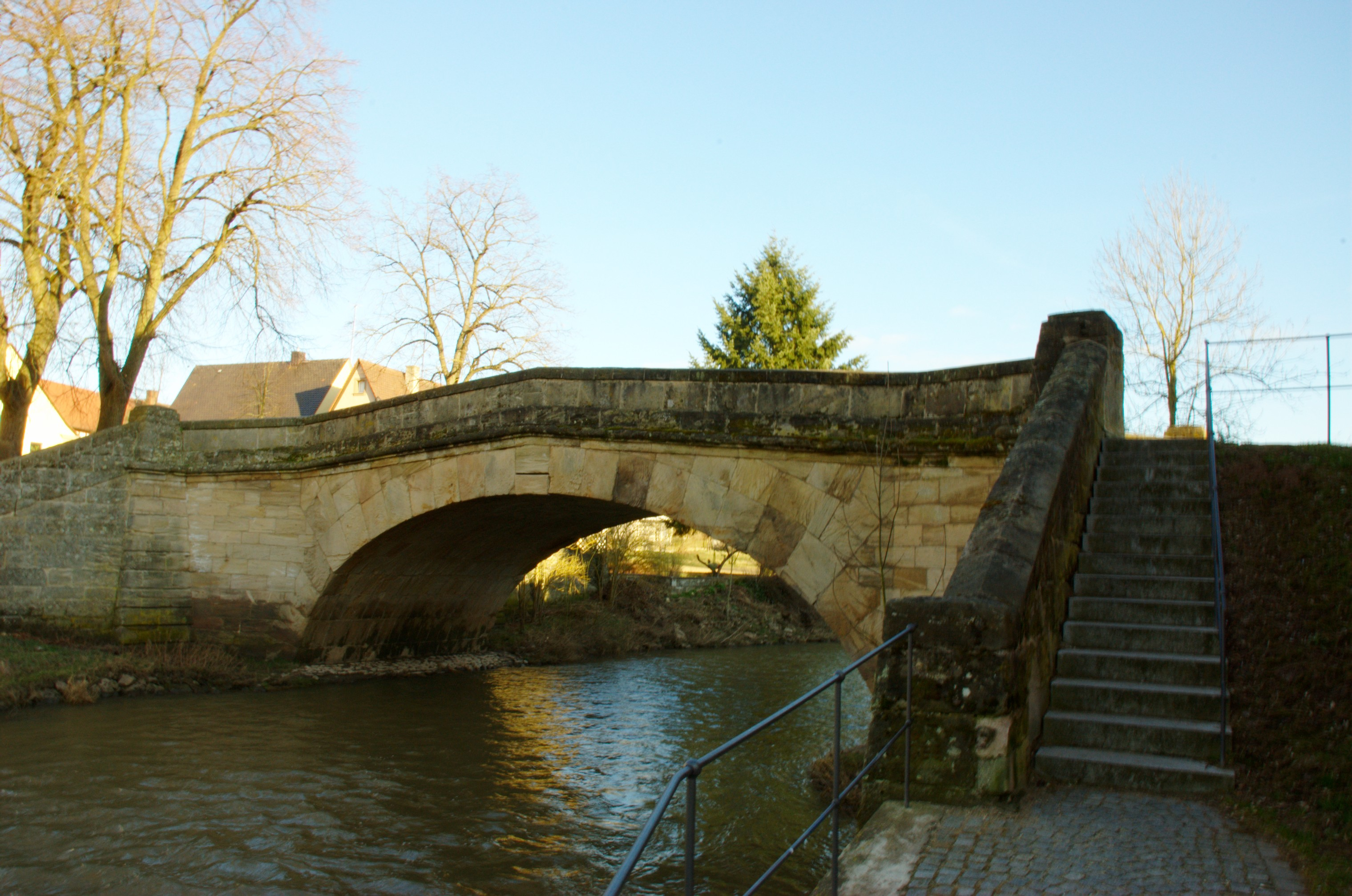
Le « pont du margrave » à Windsbach.

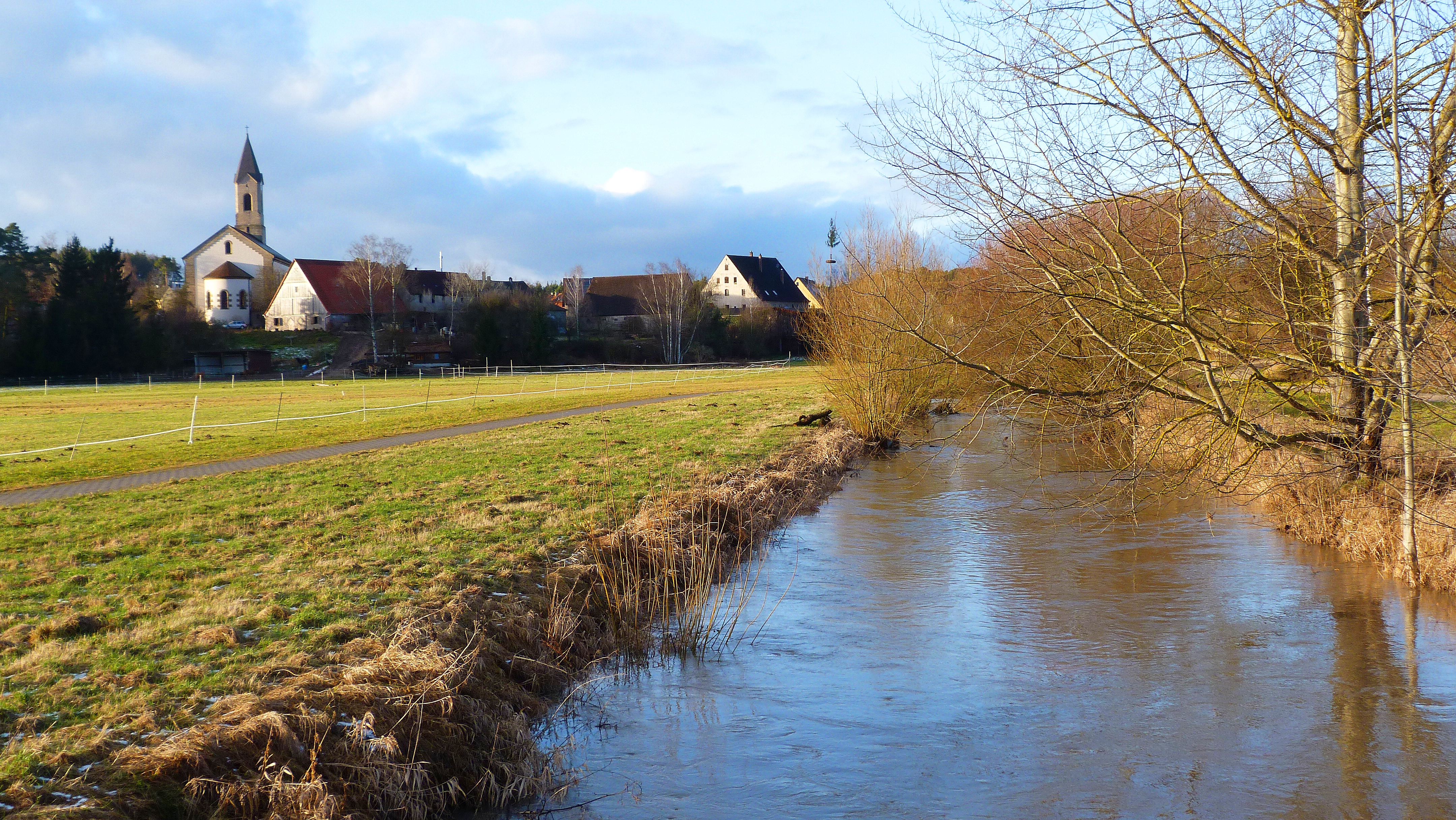
La Rezat franconienne près de Wassermungenau à Abenberg.

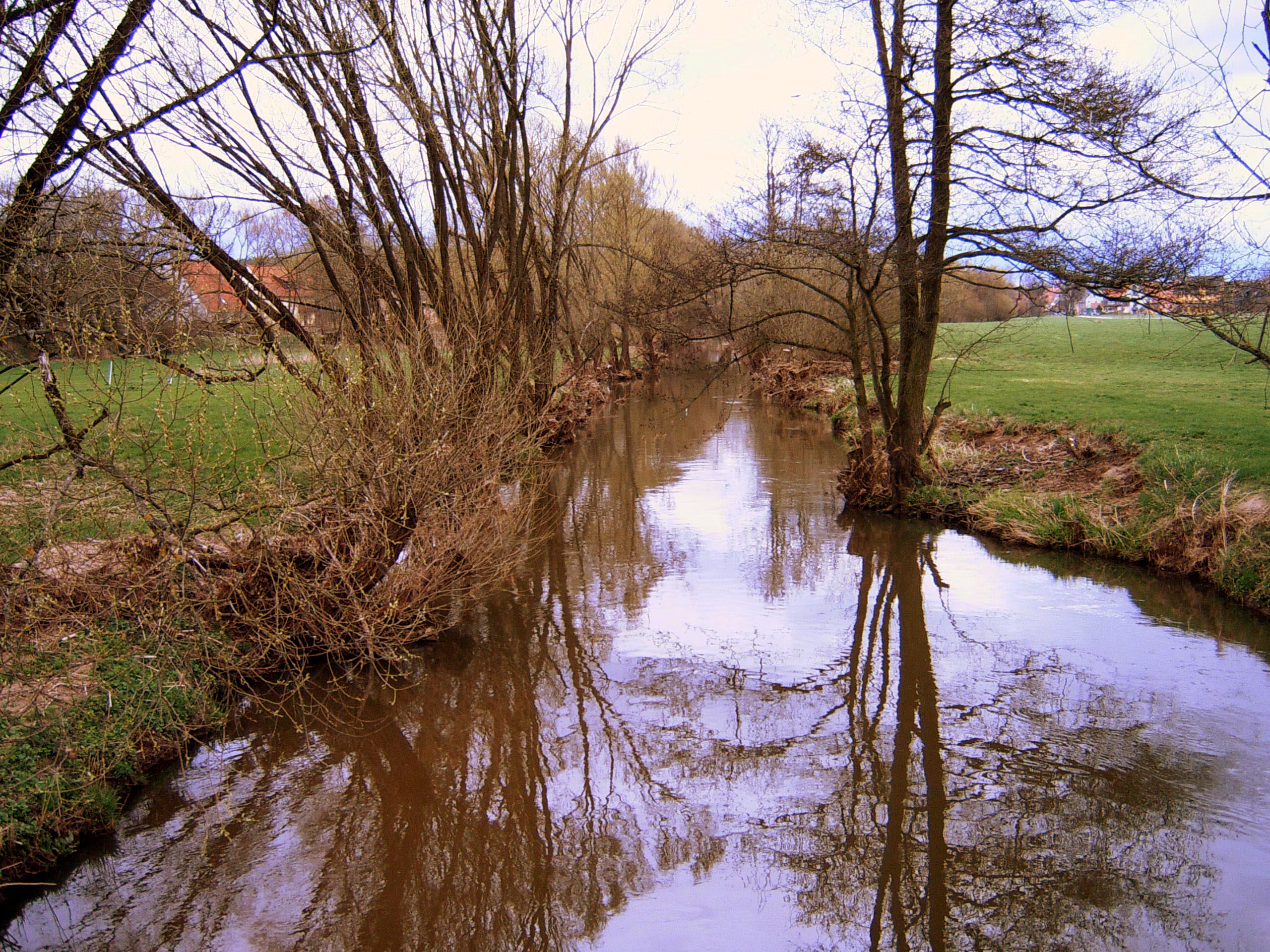
Confluent de la Rezat franconienne à Georgensgmünd.

### Affluents
- Hartgraben (rive droite)
- Grundgraben (rive droite)
- Birkenbach (rive gauche)
- Krummbach (rive gauche)
- Stockbach (rive gauche)
- Wasengraben (rive droite)
- Ullenbach (rive gauche)
- Katzbach (rive gauche)
- Tränkbächlein (rive droite)
- Rosenbächlein (rive gauche)
- Borsbach (rive gauche), 4,2 km
- Vogelbach (rive droite)
- Sulzbach (rive droite), 5,5 km
- Klingengraben (rive droite)
- Unterer Feldgraben (rive droite)
- Seebach (rive gauche)
- Dutzendklingengraben (rive gauche)
- Zailacher Bach (rive droite)
- Hürbeler Bach (rive droite)
- Pulverbach (rive gauche)
- Erlbächlein (rive droite)
- Veitsgraben (rive gauche)
- Schollenbach (rive droite)
- Gumbertusgraben (rive gauche)
- Eulengraben (rive gauche)
- Hennenbach (rive gauche), 5,8 km
- Onoldsbach (rive droite), 9,4 km
- Dombach (rive droite)
- Brandbächlein (rive droite)
- Eichenbach (links), 3,7 km
- Silberbach (rive droite) 8,0 km
- Büchenbach (rive droite)
- Iggraben (rive gauche)
- Weikersbach (rive droite)
- Milmersbach (rive gauche)
- Rackergraben (rive droite)
- Dorfbächlein (rive gauche)
- Büschelbach (rive gauche)
- Bachgraben (rive droite)
- Geißberggraben (rive droite)
- Zandtbach (rive droite), 8,8 km
- Ziegendorfer Bach (rive gauche)
- Helmbrechtsgraben (rive gauche), 1,2 km
- Weihergraben[5] (rive droite)
- Weihergraben [6](rive droite)
- Hopfengraben (rive droite)
- Wolfsgrundgraben (rive droite)
- Wernsbach (rive gauche)
- Brunholzgraben (rive droite)
- Seeleinsgraben (rive droite)
- Schwalbenbach (rive gauche)
- Goldbach (rive gauche)
- Erlbach (GKZ 242116) (rive droite), 3,7 km  (avec Eschenbach 11,9 km )
- Kleinerlbach (rive gauche)
- Fischbach (rive gauche)
- Erlbach (GKZ 2421174) (rive droite), 8,1 km

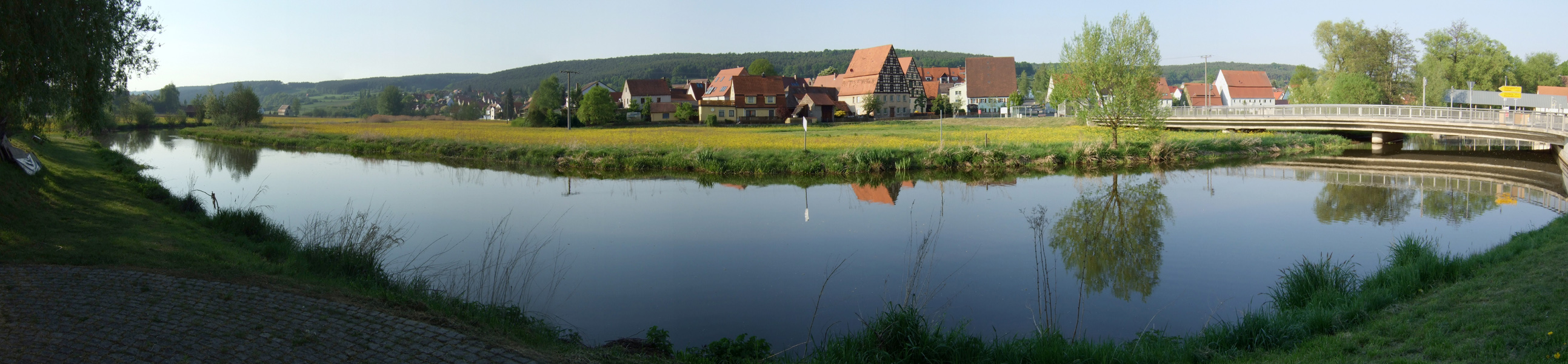
Panorama de la Rezat franconienne à Spalt.

- Brunnleitengraben (rive droite)
- Hatzelbach (rive droite)
- Tiefenbach (rive droite)
- Steinbach (rive gauche)